# مهرجان جرش للثقافة والفنون
32°16′36″N 35°53′22″W / 32.276596°N 35.889487°W
مهرجان جرش للثقافة والفنون هو مهرجان فنّي ثَقافي يُقام سنوياً في مدينة جرش الأثريّة شمال الأردن. تأسس سنة 1981. يقدم المهرجان عروض فولكلورية راقصة، والتي تؤديها فِرق محليّة وعالمية، بالإضافة إلى رقصات الباليه والأمسيات الموسيقية والمسرحيات وعروض الأوبرا، وتشتهر بأمسِيات غِنائية لمغنيين عرب وعالميين. ويقدم المهرجان مبيعات للمصنوعات اليدوية التقليدية.

## تاريخ المهرجان

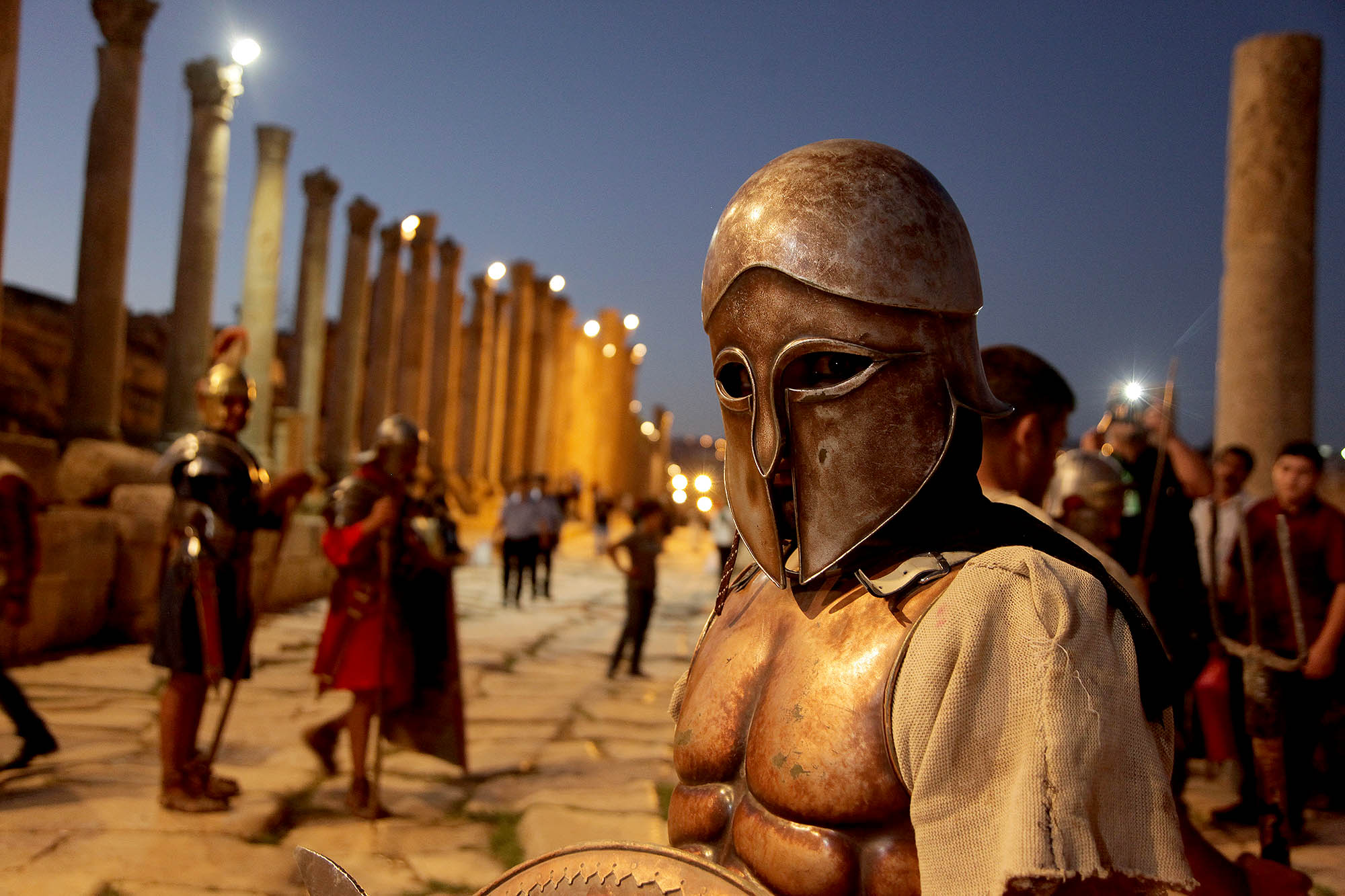
مهرجان جرش الثقافي 2018.

بدأ المهرجان متواضعاً، وقامت جامعة اليرموك برعايته. ثم تطور إلى مهرجان رسمي ترعاه وزارة الثقافة. كان المهرجان يعقد في جرش، في يوليو من كل عام، ويستخدم المدينة الأثرية كموقع لفعالياته الفنية والثقافية. ويمتاز المهرجان بالعروض الفولكلورية الراقصة التي تؤديها فرق محلية وعالمية، ورقصات الباليه والأمسيات الموسيقية والشعرية، والمسرحيات وعروض الأوبرا، وأمسيات غنائية لمغنيين أردنيين وعرب، كما يقام على هامشه معرضاً لبيع المصنوعات اليدوية التقليدية.
خلال فترة إقامته حضره عشرات الوجوه الفنية والأدبية مثل فيروز، صباح فخري، جورج وسوف، محمد عبده، نجاة الصغيرة، سعدون جابر، وردة، سميرة سعيد، مارسيل خليفة، ماجدة الرومي، الملحن طه راشد، أدونيس الشاعر، ملحم بركات، البردوني الشاعر، الشاعر محمود درويش ،الشاعر سميح القاسم.
شهد المهرجان انطلاقة فنانين مثل كاظم الساهر وأحلام، وأشارت بعض المصادر غير الرسمية إلى أن خسائره السنوية تصل إلى نصف مليون دولار، بينما نفت وزارة السياحة ذلك وأعلنت أن حجم الإنفاق عليه أقل من ذلك بكثير.

## أكبر الفنانين المُشاركين

### 2014
- محمد عساف
- إليسا
- شذى حسون
- محمد حماقي
- ديانا كرزون
- نجوى كرم
- وائل كفوري

### 2015
- نانسي عجرم
- يارا
- رامي عياش
- وائل كفوري
- عمر العبداللات
- جوزيف عطية
- عبد الله رويشد
- مايا دياب
- غادة عباسي
- معلومة منت الميداح
- هاني متواسي
- شيرين عبد الوهاب

### 2016
- وائل كفوري
- سعد لمجرد
- لطيفة التونسية
- كاظم الساهر
- وائل جسار
- نجوى كرم
- نداء شرارة
- طوني قطان
- يارا
- حسين السلمان

### 2017
- نانسي عجرم
- وائل كفوري
- وليد توفيق
- برواس حسين
- هاني شاكر
- فارس كرم
- ديانا كرزون
- نوال الزغبي
- ريهام عبد الحكيم
- راغب علامة

### 2023
- جورج وسوف
- وائل كفوري
- نجوى كرم
- خالد عبد الرحمن
- هاني شاكر
- صابر الرباعي
- راغب علامة
- نداء شرارة
- عمر العبداللات

## جدل حوله
أثار المهرجان جدلاً كبيراً في الأوساط الأردنية، ففي حين اعتبرته الحكومة وجهاً سياحياً اعتبرته المعارضة الإسلامية استنزافاً مالياً وأخلاقياً. وقد شهد عام 1991 معارضة شديدة إبان الحرب على العراق في مجلس النواب، غير أن الحكومة أقامته لكن منظميه استعانوا بمطربين يحملون نزعات قومية مثل مارسيل خليفة وجوليا بطرس وماجدة الرومي.

## توقف المهرجان
تم في عام 2008 إيقاف مهرجان جرش ليحل محله مهرجان الأردن الذي انطلق في الموعد والمكان المعتاد لمهرجان جرش في صيف عام 2008.

### استئنافه
قررت حكومة معروف البخيت استئناف مهرجان جرش صيف عام 2011 بعد غياب 3 سنوات.